# Mutualisation interministérielle pour un environnement de travail ouvert
Le groupe Mutualisation interministérielle pour un environnement de travail ouvert également appelé MIMO est un groupe de travail interministériel français. Il a pour objectif de mutualiser les moyens et les compétences afin de proposer des solutions pour le poste de travail performantes et interopérables basées sur le respect des formats ouverts et l'utilisation de logiciels libres.

## Historique
Le groupe a été créé le 15 décembre 2005 à l'initiative de l'agence pour le développement de l'administration électronique (ADAÉ), service du Premier ministre, sous le nom Mutualisation interMinistérielle pour OpenOffice.org (MiMOOo).
À la suite de la séparation du projet OpenOffice.org en deux branches :
- l'une d'abord soutenue par Oracle avant d'être rapidement reversée à la fondation Apache où elle a pris  le nom Apache OpenOffice,
- l'autre soutenue par la fondation The Document Foundation sous le nom LibreOffice,

et à l'émergence de besoins dans des domaines connexes, le groupe a décidé le 24 mars 2011 d'élargir son champ d'action à l'ensemble du domaine bureautique. Le groupe a pris alors le nom Mutualisation InterMinistérielle pour une bureautique Ouverte (MIMO).
Composé au départ de quelques ministères, il s'est élargi au fil des années et réunit aujourd'hui[Quand ?] des participants issus de 9 ministères et d'autres administrations : écologie, défense, intérieur, économie, budget, culture, justice, agriculture, éducation, les journaux officiels et la documentation française, l'ENA, l'assemblée nationale, la caisse d'allocations familiales. Les autres ministères sont les bienvenus, à titre régulier ou occasionnel. Le groupe MIMO accueille aussi des collectivités territoriales intéressées.
La Direction interministérielle des systèmes d'information et de communication (DISIC), créée en février 2011 et renommée DINSIC depuis, assure la tutelle du groupe.
La circulaire du Premier ministre du 19 septembre 2012 sur l'usage des logiciels libres dans l'administration décrit le groupe MIMO.
Le 11 septembre 2014, MIMO fusionne avec le groupe MIMOG (Mutualisation InterMinistérielle des Outils de Gestion de parc). Son périmètre englobe la gestion des parcs de postes de travail. Le développé de l'acronyme MIMO devient Mutualisation InterMinistérielle pour un environnement de travail Ouvert.
Sa démarche de partage entre administrations est inspirée de celle du logiciel libre. Elle se fixe le double objectif de diminuer les dépenses publiques et d'améliorer le service rendu.

## Fonctionnement
Le groupe se réunit en moyenne cinq fois par an, dans les locaux de chacun des ministères tour à tour.
Le groupe invite régulièrement des acteurs du domaine. Il a invité à plusieurs reprises des représentants de Sun puis d'Oracle pour le projet OpenOffice.org, et de la communauté francophone du projet LibreOffice, pour faire le point sur la prise en compte des besoins exprimés par les administrations et services publics membres du groupe.
Les participants diffusent les comptes rendus des réunions à leur administration dans le cadre d'une démarche concrète et pragmatique.
À la suite de l'éclatement du projet OpenOffice.org fin 2010, le groupe MIMO a décidé de préconiser la suite bureautique LibreOffice de la branche communautaire, qui était de fait la seule à être utilisable en exploitation à grande échelle. En juin 2013, MIMO est devenu membre du comité consultatif de The Document Foundation. Ce comité regroupe des organisations utilisatrices et contributrices de LibreOffice ,.
Le groupe émet des préconisations relatives aux outils à utiliser, sous la forme d'un Socle Interministériel de Logiciels Libres (SILL) pour le poste de travail et la gestion de parc. Il participe ainsi, pour la partie qui le concerne, à la gestion du SILL.

## Socle Interministériel de Logiciels Libres (SILL)
Le Socle Interministériel de Logiciels Libres (SILL) est une liste de logiciels libres préconisés correspondant à chaque cas d'usage. Il est établi sur une base annuelle par les différents groupes de travail interministériels pour le logiciel libre (MimO pour le poste de travail), sous le contrôle de la DISIC dans le cadre des orientations de la circulaire du Premier ministre,.
La première édition du SILL date de 2013. Cette première version avait été entièrement créée par MIMO et concernait les logiciels du poste de travail.
Le SILL se présente sous la forme d’un tableau par fonctionnalité ou cas d’usage. Pour chaque fonctionnalité, il présente le logiciel préconisé en précisant la version.

## Le DVD du SILL poste de travail
Depuis sa création, le groupe MIMO met à disposition les logiciels qu'il préconise, sous la forme d'un DVD permettant de les installer sur un poste. Le DVD de MIMO propose l'ensemble des logiciels du SILL poste de travail.
Le DVD d'installation est avant tout destiné aux administrations, mais son image est librement téléchargeable par tous les internautes. Le DVD contient uniquement des ressources gratuites et librement diffusables, dont la plupart sont sous licence libre. Il peut être copié et diffusé librement.
L'image disque du DVD, y compris le programme d'installation, a été entièrement créée par des participants du groupe, notamment du ministère de l'écologie.
Le DVD permet l'installation personnalisée. Il contient les éléments pour une installation silencieuse et pour l'installation sur une clé USB. Il est destiné aux ordinateurs sous Windows, mais pas sous Linux.
La dernière image a été publiée en mars 2018.
En ce qui concerne la suite bureautique LibreOffice, le DVD propose aussi des compléments sélectionnés et validés par le groupe MIMO : dictionnaires, galeries d'images, modèles, polices, plugins. Il contient également une documentation complète, homogène et actualisée sur la suite et ses  modules Writer (Traitement de texte), Calc (Tableur), Impress (Présentations) et Draw (Dessins). Cette documentation a été entièrement rédigée par les membres du groupe.